# 69번가역 (IRT 플러싱선)
69번가역(영어: 69th Street station, 69번가-피스크 애비뉴역(69th Street–Fisk Avenue station)으로도 알려짐)은 뉴욕 지하철 IRT 플러싱선의 완행역이다. 퀸즈 우드사이드의 69번가와 루스벨트 애비뉴에 위치해 있으며, 전시간 7 열차가 운행한다.

## 역사
플러싱선은 1917년 4월 21일 퀸즈보로 플라자 - 앨버티스 애비뉴(현재 103번가-코로나 플라자역) 구간에 개장되었고, 69번가에 완행역이 있다.
1940년 6월 12일, 시 정부는 IRT의 작전을 인수했다. 69번가의 승강장은 1955년부터 1956년까지 더 긴 열차를 수용하기 위해 확장되었다.
2015–2019 캐피탈 프로그램의 일환으로 MTA는 52번가, 61번가, 69번가, 82번가, 103번가, 111번가역을 개조할 예정이다. 이 프로젝트는 몇 년 동안 지연되었지만 2020년 중반에 시작될 예정이다.  이 역의 상태는 지하철 시스템의 모든 역 중 최악이었다.

## 역 구조
틀:NYCS Platform Layout IRT Flushing Line/local

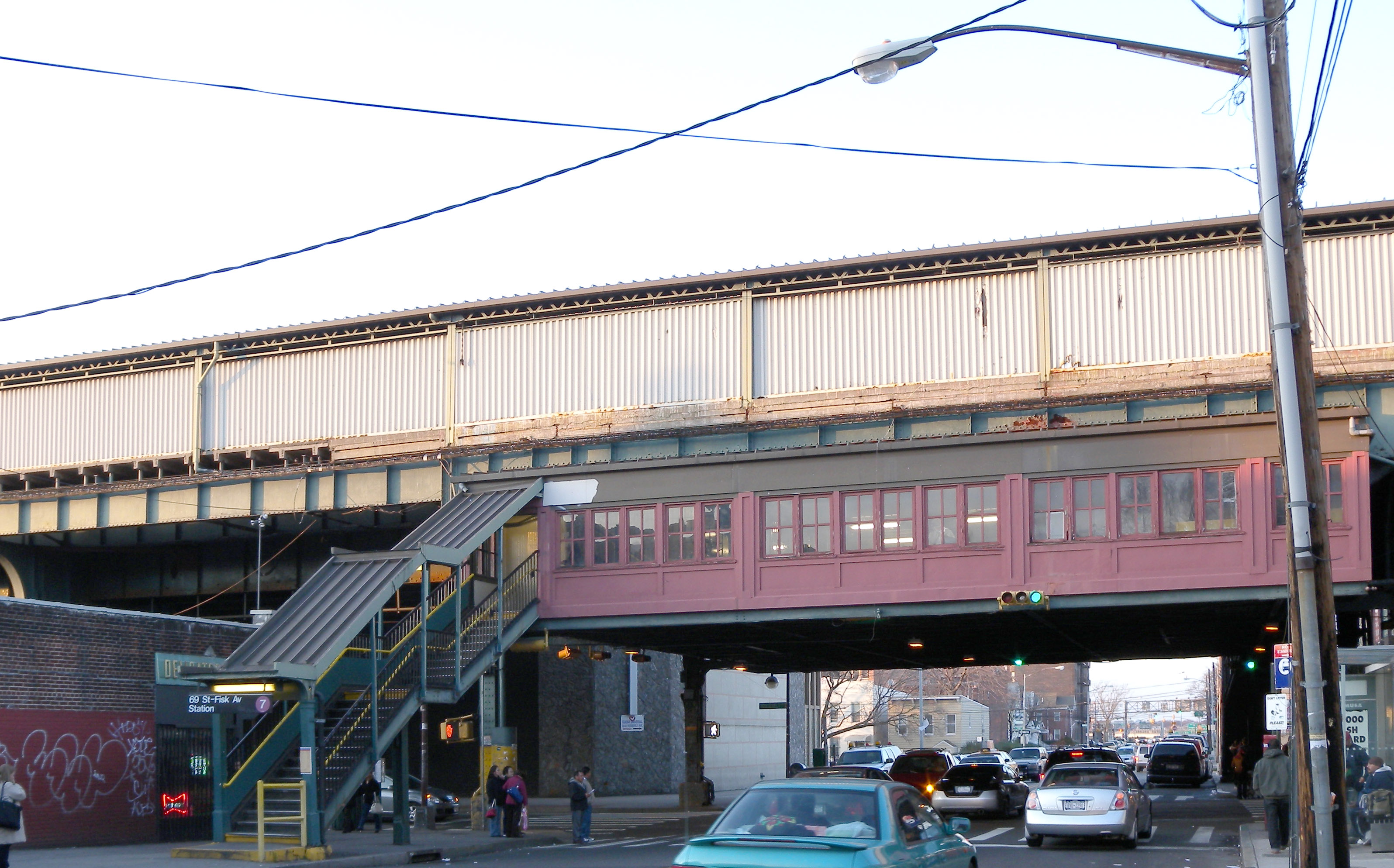
거리에서 본 남쪽 부분

2면 3선의 상대식 승강장 구조를 갖춘 고가역이다. 중앙선로는 출퇴근 시간에 혼잡 방향 급행 서비스가 이용한다. 북행 승강장의 최북단(지리적 동쪽) 끝은 선로 아래 저장 구역으로 이어지는 폐쇄된 작업 계단이다.
두 승강장 모두 중앙에 녹색 지지대와 기둥이 있는 베이지색 윈드스크린과 갈색 캐노피가 있으며 양 끝에는 검은색 허리 높이의 철제 펜스가 있다. 캐노피가 없는 부분에는 검은색 가로등 기둥이 일정한 간격으로 있고, 역명판은 표준 검은색 배경에 흰색 글자 명판으로 되어 있다.
브루클린-퀸즈 고속도로는 IRT 플러싱선을 통과한다. 이전에는 이 역과 61번가-우드사이드역 사이에 분기기가 있었다. 그것들은 2008년에 철거되었고 74번가-브로드웨이역 양쪽의 분기기로 교체되었다. 새로운 분기기는 급행 선로에서 양쪽 방향으로 가는 열차가 74번가에 정차할 수 있도록 설정되어 있다.
브루클린-퀸스 고속도로와 플러싱선의 고가 구조 아래에는 뉴욕 연결 철도의 선로가 있으며, 이 선로는 CSX에 의해 화물로 사용된다.

### 출구
이 역은 승강장과 선로의 중앙 아래에 하나의 고가역사가 있다. 거리에 2개의 계단이 있으며, 하나는 69번가와 루스벨트 애비뉴의 북동쪽 모퉁이에, 하나는 남서쪽 모퉁이에 있으며, 대합실로 올라가면 중앙에 토큰 부스가 있고 양쪽 끝에 개찰구 뱅크가 있다. 두 개의 개찰구는 모두 대합실/교차로로 연결되며 각 승강장으로 올라가는 계단이 하나 있다.